# Psocoptera
Psocoptera sau psocopterele reprezintă un ordin de insecte neoptere de mici dimensiuni, cunoscute și ca păduchi de cărți.  Au culoarea gri, albă sau gălbuie, cu aripi mici sau mari, care pot fi transparente. Au fost descrise aproximativ 3.000 de specii de psocoptere. Unele specii trăiesc în medii antropice, găsite adeseori printre hârtii sau hărți mucegăite (de aici derivă și numele comun).